# T-раскраска
T-раскраска графа {\displaystyle G=(V,E)}, заданная множеством T неотрицательных целых, содержащим 0, — это функция {\displaystyle c:V(G)\rightarrow \mathbb {N} }, которая отображает каждую вершину графа G в положительное целое (цвет) так, что {\displaystyle (u,w)\in E(G)\Rightarrow \left|c(u)-c(w)\right|\notin T}. Простыми словами, абсолютное значение разности между двумя цветами смежных вершин должно не принадлежать фиксированному множеству T. Концепцию предложил Уильям К. Хейл. Если T = {0}, это сводится к обычной раскраске вершин.
Дополняющая раскраска T-раскраски c, которая обозначается как {\displaystyle {\overline {c}}}, определяется для каждой вершины v графа G как

{\displaystyle {\overline {c}}(v)=s+1-c(v)}
,
где s — наибольший номер цвета, назначенные вершине графа G функцией c.

## T-хроматическое число
T-хроматическое число {\displaystyle \chi _{T}(G)} — это число цветов, которые могут быть использованы  для T-раскраски графа G. T-хроматическое число равно хроматическому числу, {\displaystyle \chi _{T}(G)=\chi (G)}.

### Доказательство
Любая T-раскраска графа G является также раскраской вершин графа G, такая, что {\displaystyle \chi _{T}(G)\geqslant \chi (G)}. Предположим, что {\displaystyle \chi (G)=k} и {\displaystyle r=max(T)}.
Если дана функция k-раскраски вершин {\displaystyle c:V(G)\rightarrow \mathbb {N} } с в цвета 1, 2,..,k.
Мы определим {\displaystyle d:V(G)\rightarrow \mathbb {N} } как
{\displaystyle d(v)=(r+1)c(v)}.
Для любых двух смежных вершин u и w графа G
{\displaystyle \left|d(u)-d(w)\right|=\left|(r+1)c(u)-(r+1)c(w)\right|}
{\displaystyle =(r+1)\left|c(u)-c(w)\right|\geqslant r+1},
так что {\displaystyle \left|d(u)-d(w)\right|\notin T}.
Таким образом, d является T-раскраской графа G. Поскольку d использует k цветов, {\displaystyle \chi _{T}(G)\leqslant k=\chi (G)}.
Следовательно, {\displaystyle \chi _{T}(G)=\chi (G)} ■

## T-размах
Для T-раскраски c графа G, c-размах {\displaystyle sp_{T}(c)=\max\{|c(u)-c(w)|\}} по всем {\displaystyle uw\in } V(G).
T-размах {\displaystyle sp_{T}(G)} графа G — это {\displaystyle \min\{sp_{T}(c)\}} всех раскрасок c графа G
Некоторые границы T-размаха даны ниже:
Для любой k-раскраски графа G с кликой размера {\displaystyle \omega } и любого конечного множества T неотрицательных целых чисел, содержащего 0, {\displaystyle sp_{T}(K_{\omega })\leqslant sp_{T}(G)\leqslant sp_{T}(K_{k})}.
Для любого графа G и любого конечного множества T неотрицательных целых чисел, содержащего 0, наибольшим элементом которого является r, {\displaystyle sp_{T}(G)\leqslant (\chi (G)-1)(r+1)}, {\displaystyle \chi _{T}(G)=\chi (G)}.

Для любого графа G и любого конечного множеств T неотрицательных целых чисел, содержащего 0, мощность которого равна t, {\displaystyle sp_{T}(G)\leqslant (\chi (G)-1)t}. {\displaystyle \chi _{T}(G)=\chi (G)}.